# Dunn Motor Works
Dunn Motor Works war ein US-amerikanischer Hersteller von Motoren und Automobilen.

## Unternehmensgeschichte
Walter E. Dunn gründete 1900 das Unternehmen mit Sitz in Ogdensburg im US-Bundesstaat New York. Hauptsächlich stellte er Bootsmotoren her. 1916 begann die Produktion von Automobilen. Der Markenname lautete Dunn. Die Verkaufszahlen blieben gering. 1918 endete die Fahrzeugproduktion. Dunn starb 1927. Danach wurde das Unternehmen aufgelöst.
Insgesamt entstanden etwa 15 bis 20 Fahrzeuge und tausende Motoren.

## Fahrzeuge
Das einzige Modell wird als Cyclecar bezeichnet, obwohl es den Kriterien nicht entspricht. Zu der Zeit war der Boom der Cyclecars in den USA bereits vorüber. Der selbst hergestellte luftgekühlte V4-Motor leistete 15 PS. Er hatte 76,2 mm Bohrung, 101,6 mm Hub und 1853 cm³ Hubraum. Er trieb über ein Zweiganggetriebe und eine Kardanwelle die Hinterachse an. Das Fahrgestell hatte 213 cm Radstand. Die offene Karosserie in Form eines Roadsters bot Platz für zwei Personen. Der Neupreis betrug 295 US-Dollar, was eine Quelle als phänomenal niedrig einstuft.